# Arno Van Keilegom
Arno Van Keilegom (27 mei 1999) is een Belgisch voetballer die onder contract staat bij Helmond Sport.

## Carrière
Arno Van Keilegom speelde in de jeugd van Lierse SK en RSC Anderlecht. In 2017 vertrok hij transfervrij naar KV Mechelen, waar hij tot op heden alleen in het reserve-elftal speelde. Hij zat eenmaal op de bank in het eerste elftal, bij de met 3-0 verloren wedstrijd om de Supercup tegen KRC Genk op 20 juli 2019. In de tweede helft van het seizoen 2019/20 werd hij verhuurd aan KSK Heist. Hij debuteerde in de met 0-1 gewonnen uitwedstrijd tegen Rupel Boom FC, waarin hij het enige doelpunt scoorde. In het seizoen 2020/21 wordt Van Keilegom verhuurd aan Helmond Sport. Hij debuteerde in het betaald voetbal op 29 augustus 2020, in de met 1-2 gewonnen uitwedstrijd tegen TOP Oss. Ook ditmaal scoorde hij bij zijn debuut. In 2021 werd zijn contract bij Mechelen niet verlengd en maakte hij definitief de overstap naar Helmond.

## Statistieken
| Seizoen                        | Club            | Land           | Competitie         | Competitie | Competitie | Beker | Beker | Totaal | Totaal |
| Seizoen                        | Club            | Land           | Competitie         | Wed.       | Dlp.       | Wed.  | Dlp.  | Wed.   | Dlp.   |
| ------------------------------ | --------------- | -------------- | ------------------ | ---------- | ---------- | ----- | ----- | ------ | ------ |
| 2019/20                        | KV Mechelen     | België         | Eerste klasse A    | 0          | 0          | 0     | 0     | 0      | 0      |
| 2019/20                        | → KSK Heist     | België         | Eerste klasse ama. | 6          | 1          | 0     | 0     | 6      | 1      |
| 2020/21                        | → Helmond Sport | Nederland      | Eerste divisie     | 35         | 10         | 1     | 0     | 36     | 10     |
| 2021/22                        | Helmond Sport   | Nederland      | Eerste divisie     | 28         | 3          | 1     | 0     | 29     | 3      |
| 2022/23                        | Helmond Sport   | Nederland      | Eerste divisie     | 20         | 2          | 0     | 0     | 20     | 2      |
| Carrièretotaal                 | Carrièretotaal  | Carrièretotaal | Carrièretotaal     | 89         | 16         | 2     | 0     | 91     | 16     |
| Bijgewerkt op 17 februari 2023 |                 |                |                    |            |            |       |       |        |        |